# Colleen Hoover
Colleen Hoover, född 11 december 1979, är en amerikansk författare. Hennes debutroman Slammed kom ut i januari 2012 och hamnade som nummer 5 på The New York Times bästsäljarlista. Hon har totalt skrivit 24 romaner. På svenska har femton romaner utgivits: 9 november, Bekännelser, Det börjar med oss, Det slutar med oss, Dina perfekta sidor, Förbannade kärlek, Glashjärtan, Minnen av honom, Verity, Ångrar dig, Hopplös, För sent, Kanske en dag, Aldrig någonsin och kommande Layla. Colleen Hoover skriver främst inom genren romance som ibland ger sig in i den psykologiska thrillergenren. 